# Bill Miller (polityk)
Bill Miller (ur. 22 lipca 1954 w Gartocharn) – brytyjski polityk pochodzący ze Szkocji, od 1994 do 2004 deputowany do Parlamentu Europejskiego dwóch kadencji.

## Życiorys
Kształcił się w Paisley Technical College i następnie na Kingston Polytechnic. Pracował jako geodeta. Został działaczem Partii Pracy. W latach 1984–1987 przewodniczył jej strukturom w Glasgow. Był radnym regionu administracyjnego Strathclyde w Szkocji, kierował komisją gospodarki i rozwoju przemysłu.
W wyborach w 1994 i 1999 z ramienia laburzystów uzyskiwał mandat posła do Parlamentu Europejskiego IV i V kadencji. Należał do grupy socjalistycznej, pracował w Komisji Prawnej i Rynku Wewnętrznego (od 2002 jako jej wiceprzewodniczący). W PE zasiadał do 2004.